# Wenerastrild
De Wenerastrild  (Pytilia afra) is een zangvogel uit de familie Estrildidae (prachtvinken).

## Kenmerken
Deze 12 cm grote vogel heeft een donkergrijze keel en kopje, dat gesierd is met een rood masker. De bovenzijde is groenachtig en de onderzijde donkergrijs met kleine dwarstekeningen. De staart is roodbruin met rode bovenstaartdekveren. De vleugels zijn donkerbruin. De snavel is rood, de ogen roodbruin en de poten vleeskleurig. De pop is matter van kleur en mist het rode masker.

## Verspreiding en leefgebied
Deze soort komt voor van uiterst zuidelijk Soedan en Ethiopië tot Angola en noordelijk Transvaal.